# 지역방어
지역방어(영어: Zone defense)는 구기의 수비 전술 중 하나로, 수비수들이 담당하는 특정 지역을 지키며 이 특정 지역에 들어오는 공격 위주로 수비를 하는 전술이다.

## 축구
과거 축구의 수비 전술은 대인방어가 대부분이었지만 현대 축구에서는 거의 지역방어 위주로 수비 전술이 바뀌고 있다.

## 같이 보기
- 대인방어
- 마킹 (축구)